# ساموئل کایلین
ساموئل کایلین (انگلیسی: Samuel Kaylin؛ ۱۸ ژانویه ۱۸۹۲ – ۷ ژوئیه ۱۹۸۳) آهنگساز، موسیقی‌دان و رهبر ارکستر اوکراینی‌الاصل اهل ایالات متحده آمریکا بود.
از فیلم‌هایی که وی در آن‌ها نقش داشته‌است، می‌توان به مخمصه و اورینت اکسپرس اشاره نمود.